# Ivan Kondakov
Ivan Lavrentjevitsj Kondakov (ryska: Ива́н Лавре́нтьевич Кондако́в), född 8 oktober 1857 i Viljujsk i Ryssland, död 14 oktober 1931 i Elva i Estland, var en estnisk kemist av rysk härkomst.
Ivan Kondakov studerade mellan 1880 och 1884 till kemist på Sankt Petersburgs universitet. Han arbetade därefter som professor i farmakologi vid Tartu universitet. Kondakov studerade polymerisationsreaktioner, och upptäckte syntetgummi 1901. 